# Ablabesmyia rimae
Ablabesmyia rimae es una especie de insecto díptero del género Ablabesmyia, familia Chironomidae.
Esta especie es endémica de Etiopía.

## Distribución
Se distribuye por Etiopía.